# Otto Schülke
Le Otto Schülke est un ancien canot de sauvetage  de la Deutsche Gesellschaft zur Rettung Schiffbrüchiger (Société allemande de sauvetage des naufragés (DGzRS)). Il a été construit au chantier naval Schweers en Basse-Saxe en 1969. Il a comme sister-ship le G. Kuchenbecker au Museumshafen Büsum et en tant que navire musée le Hans Lüken au Deutsches Schifffahrtsmuseum et le H.-J. Kratschke à Brême.
Il est désormais visible au port de Norderney géré par l'association Museumskreuzer  "Otto  Schülke" e.V..

## Historique
Le navire a été nommé d'après un membre d'équipage du navire de sauvetage Adolph Bermpohl (de), décédé dans un grave accident en février 1967.

### Opérations
Otto Schülke a été stationné sur l'île de Norderney de juin 1969 jusqu'à sa mise hors service à la DGzRS en avril 1997. Le canot de sauvetage a opéré dans les vasières particulièrement exigeantes et dangereuses autour de l'île de Norderney et a participé à deux des opérations de sauvetage les plus spectaculaires de la DGzRS. Le 20 août 1990, le sauveteur Dieter Steffens a été emporté à bord du Vormann Steffens (de) dans un ouragan et a dérivé 45 minutes dans la mer jusqu'à ce qu'un membre de l'équipe de l'Otto Schülke le découvre et qu'il puisse être embarqué. 
En janvier 1995, le navire de sauvetage de Borkum Alfried Krupp (de) s'est lui-même mis en détresse dans un ouragan, le contremaître Bernhard Gruben et le machiniste Theo Fischer étant emportés par-dessus bord. L'équipage de l'Otto Scholke a réussi à établir une connexion de ligne avec le navire endommagé et à le tirer hors de la zone de danger afin que les deux membres d'équipage restant à bord puissent être secourus. 
Le 26 février 1990, le sauveteurCassen Knigge a eu un accident mortel à bord, lorsque le crochet de remorquage de l'Otto Schülke l'a frappé à la tête en entrant dans le port de Norddeich. En 1993, la DGzRS a donné son nom au canot de sauvetage Cassen Knigge.
En mai 1997, le navire a été vendu avec son navire jumeau G. Kuchenbecker au service islandais de sauvetage en mer et y a navigué sous le nom de Gunnar Fridriksson.
En 2000, il a été vendu à une entreprise de sauvetage en Islande, en 2001, le bateau est arrivé en Norvège, où il a été utilisé par une entreprise de construction comme navire d'approvisionnement, a ensuite servi de péniche et a finalement été mis à terre.

### Préservation

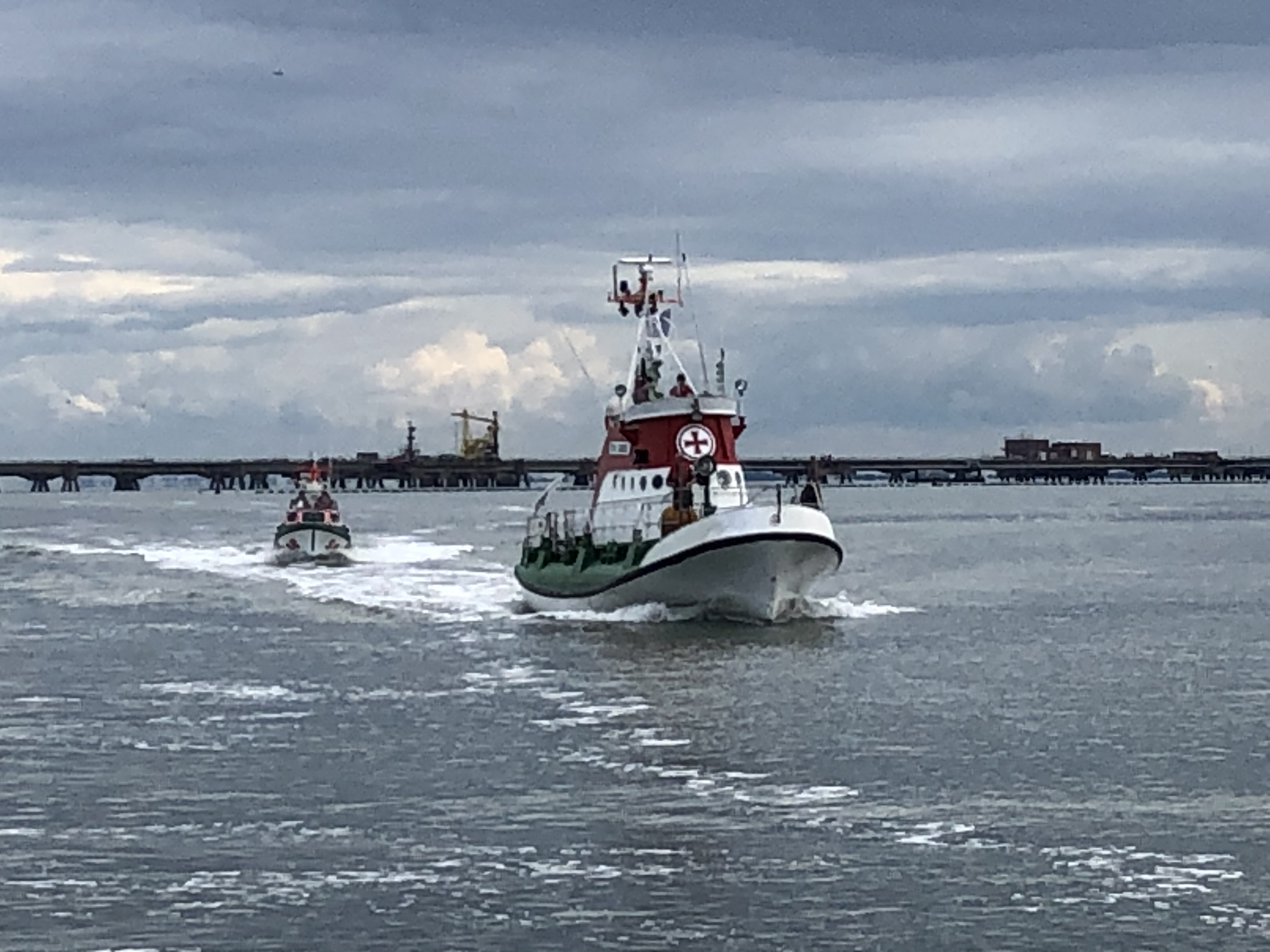
Otto Schülke le 31 août 2020

En 2019, l'association à but non lucratif Museumskreuzer Otto Schülke Norderney a acheté le navire après une campagne de financement participatif réussie, lui évitant ainsi d'être mis au rebut. En septembre 2019, il a été transporté à Bremerhaven sur un cargo. Après quoi le navire a été techniquement révisé par les volontaires de l'association à Bremerhaven. À l'été 2020, il a été remis à l'eau à Bremerhaven et a navigué de Bremerhaven à Hooksiel, où il a été pâré dans un chantier naval pour être exposé comme navire musée à Norderney. En décembre 2020, la décision a été prise de le laisser  à l'eau en tant que navire musée flottant.
En décembre 2020, le livre Seenotrettungskreuzer Otto Schülke - Ein Museumsschiff für Norderney a été publié par Björn Herrmann et Manuel Miserok, qui peut être obtenu auprès de l'association Museum cruiser Otto Schülke Norderney et 100% du produit bénéficiera à la préservation du canot.